# Моріс Гамелен
Моріс Густав Гамелен (фр. Maurice Gustave Gamelin фр. вимова: [mɔʁis ɡystav ɡamlɛ̃]; 20 вересня 1872, Париж — 18 квітня 1958, Париж) — французький воєначальник часів Другої світової війни, армійський генерал (1930), начальник Генерального штабу Франції (1935—1940), начальник штабу французької армії (1931—1939). Кавалер Великого Хреста ордену Почесного легіону (1932), учасник Першої та Другої світових війн.
Едуар Даладьє підтримував Гамелена протягом усієї його кар'єри через відмову Гамелена дозволити політиці грати роль у військовому плануванні та просуванні, а також через його відданість республіканській моделі правління; це не було дрібницею в той час, коли комуністи ліворуч і роялісти та фашисти праворуч відкрито виступали за зміну режиму у Франції.

## Життєпис
Моріс Густав Гамелен народився 20 вересня 1872 року на бульварі Сен-Жермен в Парижі в родині французького генерала Зефірена Гамелена, активного учасника битви під Сольферіно в часи австро-італо-французької війни. 31 жовтня 1891 року поступив на навчання до військової академії Франції в Сен-Сирі, яку закінчив першим у своєму випуску. Військову службу розпочав у 1893 році суб-лейтенантом у 3-му полку алжирських стрільців з базуванням у Тунісі. З 1894 року — служба в 15-му єгерському батальйоні. У 1906 році М.Гамелен видав свою працю «Філософські погляди на мистецтво війни» (фр. Étude philosophique sur l’art de la Guerre), і незабаром отримав призначення на посаду ад'ютанта генерала Ж.Жоффра, майбутнього маршала Франції.
1911 році М.Гамелен призначений командиром 11-го батальйону альпійських стрільців в Ансі. У березні 1914 року його повернули до Генерального штабу, де він вдруге став ад'ютантом генерала Ж.Жоффра. З початку Першої світової війни він входив до складу оперативного управління вищого командування, яке виконувало завдання з планування військових операцій. Зокрема, М.Гамелен брав участь у розробці плану битви на Марні, яка стала поворотним моментом у війні на Західному фронті. У квітні 1916 року йому присвоєне звання полковника, а за значні досягнення у справі управління військами він достроково підвищений у бригадні генерали вже за вісім місяців. З квітня 1917 року М.Гамелен очолив 9-ту піхотну дивізію, якою командував до кінця війни.
У післявоєнний час, з 1919 до 1924 року перебував головою французької військової місії в Бразилії. У 1924—1929 роках очолював французький військовий компонент в Леванті (сучасні Сирія та Ліван). Пізніше командував 20-м військовим регіоном у Нансі. 1931 році покликаний на посаду начальника штабу французької армії.
На посаді керівника сухопутних військ Франції генерал М.Гамелен доклав багато зусиль на розвиток та модернізації французької армії. Він усвідомлював загрозу зростання військової моці нацистського Рейху і знав, що план розгортання рейхсверу має за мету збільшити силу німецької армії принаймні втричі. Генерал наполегливо та майстерно готував підпорядковані йому війська Франції до початку Другої світової війни, хоча і був обурений мізерним фінансуванням і політичною інертністю політичного керівництва Франції, яке почивало на лаврах переможців у Великій війні, і не розуміло зростаючу загрозу німецького переозброєння. М.Гамелен чітко усвідомлював, що несе світові деокупація Третім Рейхом Рейнської області та її ремілітаризація. На початку війни у вересні 1939 року Гамелін вважався одним з найкращих командувачів у Європі і поважався навіть серед вищого командування вермахту.

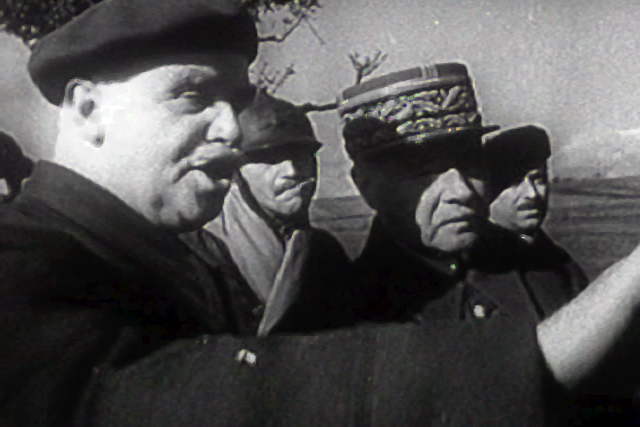
Генерал М.Гамелен у фільмі Френка Капри Divide and Conquer

З початком вторгнення німецького вермахту до Польщі та оголошенням Францією війни Німеччині, генерал М.Гамелен став головнокомандувачем Збройних сил Франції. Його штаб розмістився у Венсенському замку на околиці Парижу. Під його командуванням перебувало 3 групи армій — загалом 103 французькі дивізії, а також 22 бельгійські й 10 голландських дивізій.
Однак, французька армія не проводила активних бойових дій на Західному фронті. Виключенням стала лише невелика операція на саарському напрямку, коли французи просунулися на глибину 8 км вглиб німецької території, але так і не подолали недобудовані укріплення німецької лінії Зігфрида. За спогадами Зігфріда Вестфаля, німецького офіцера на Західному фронті в той час (у майбутньому генерала кінноти та кавалера Лицарського хреста Залізного хреста), якщо б Франція напала у вересні 1939 року, німецькі війська не могли протриматися більше ніж один-два тижні. М.Гамелен наказав своїм військам зупинитися та незабаром французи відійшли у вихідне положення за лінію Мажино. Французький головнокомандувач дотримувався стратегії очікування, доки Франція повністю не переозброїться, а британські і французькі армії не зосередять повністю свої сили, хоча це означало б затримку в діях аж до 1941 року.
Стратегічне бачення генерала М.Гамелена щодо оборони Франції базувалося на побудові статичної оборони вздовж французько-німецького кордону, який був посилений лінією Мажино. Протягом зими 1939—40, яка стала однією з найхолодніших у XX столітті, роботи над розширенням фортифікаційних споруд по бельгійському кордоні протікали в повільному режимі і не були настільки якісними, як це замислювалося. Французький головнокомандувач разом з багатьма іншими членами французького вищого командування вважав Арденни непрохідними і вирішив захистити його лише десятьма запасними дивізіями та кількома укріпленнями. Значна частина французької армії, виходячи з досвіду Першої світової війни, була зосереджена далі на північний захід уздовж бельгійського кордону. За словами генерала Хассо фон Мантойфеля, командувача німецькими танковими корпусами та арміями, у Франції мала танків більше й набагато кращих, ніж у Німеччині, але за рішенням вищого командування вони були розосереджені по всій лінії протистояння.

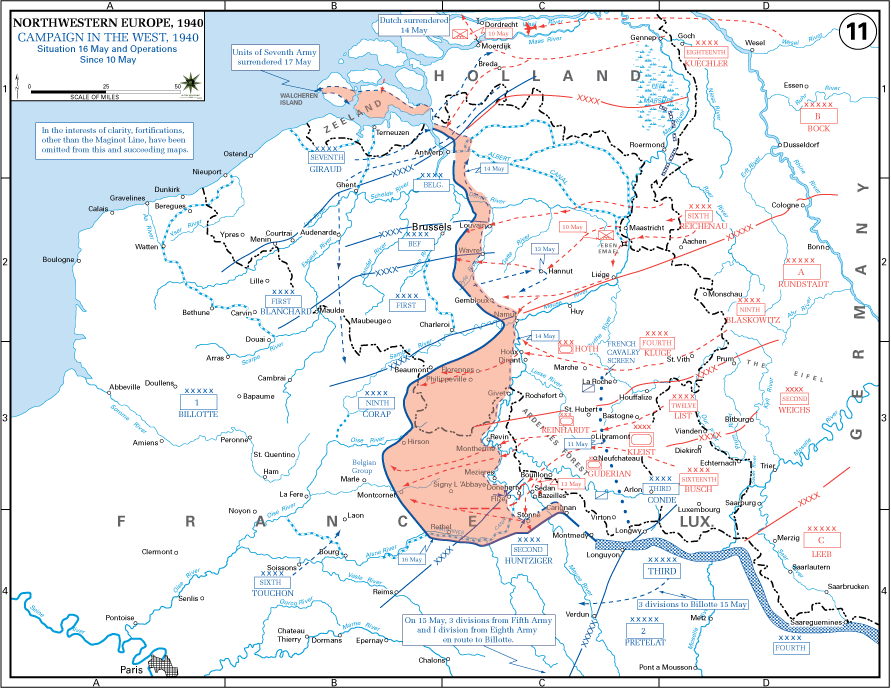
Оперативна обстановка на Західному фронті на 16 травня 1940 року. Морквяним кольором виділені території Бельгії та Франції окуповані вермахтом на 16 травня 1940 року

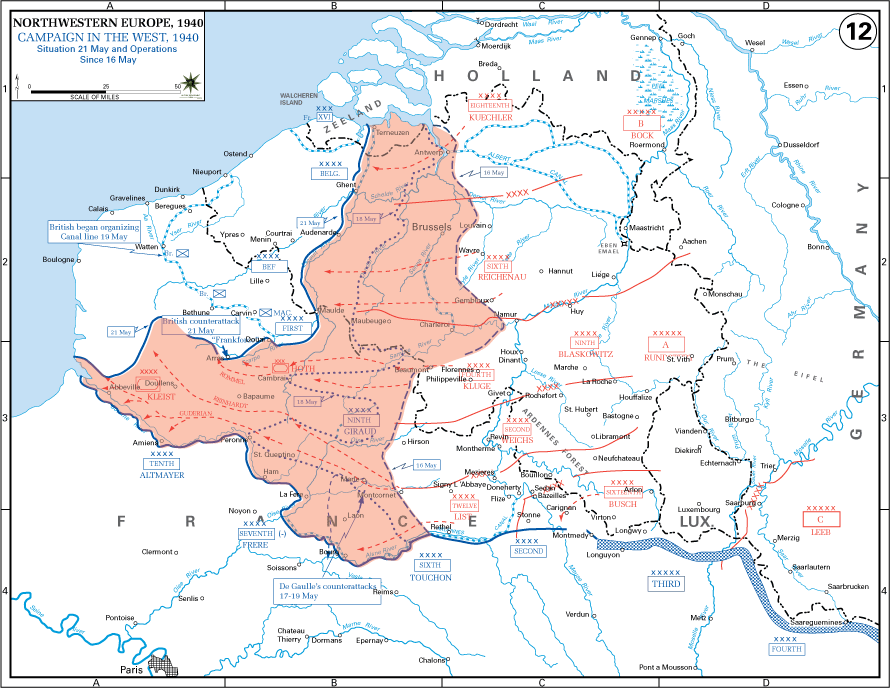
Оперативна обстановка на Західному фронті на 21 травня 1940 року. Морквяним кольором виділені території Бельгії та Франції окуповані вермахтом до 21 травня 1940 року

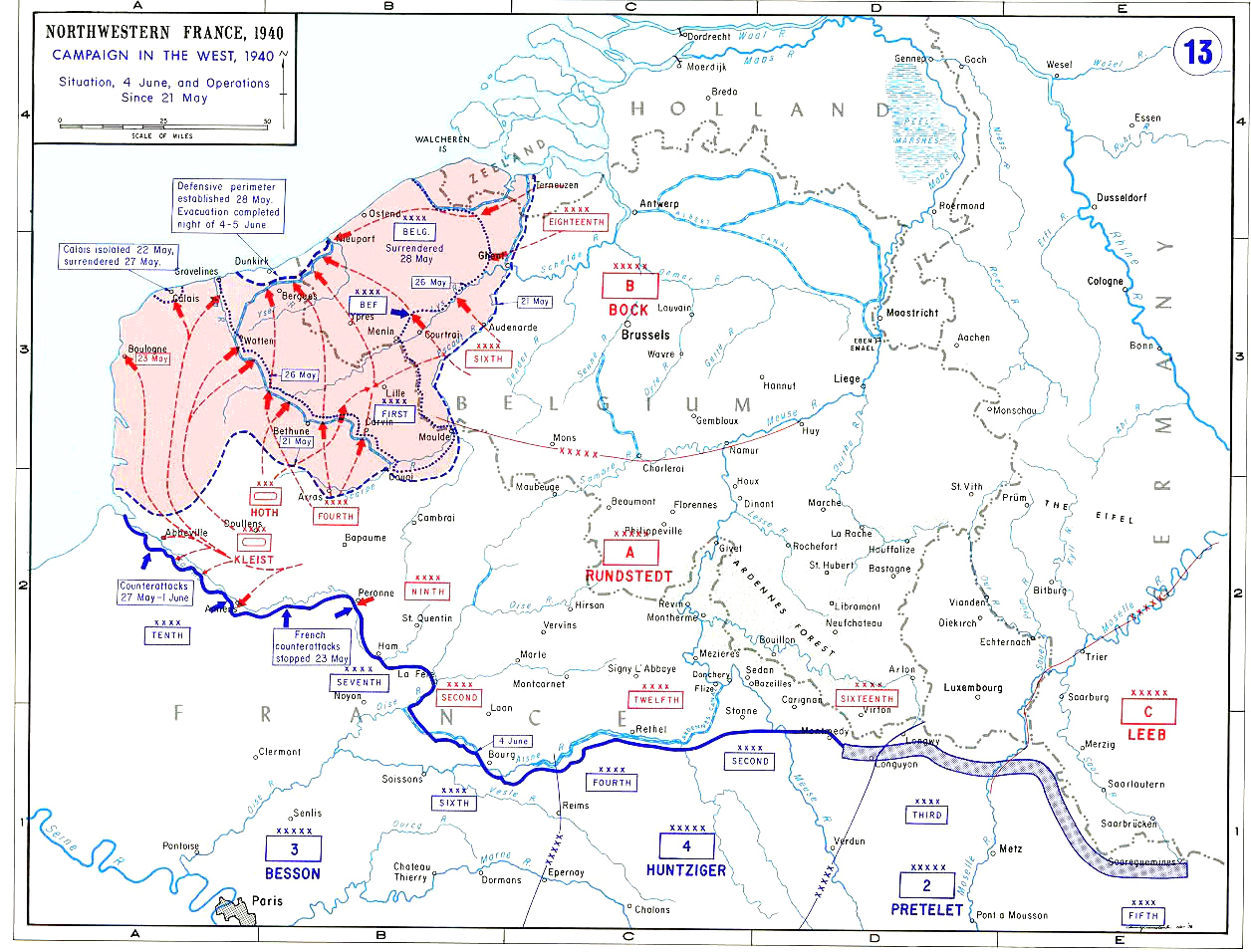
Оперативна обстановка на Західному фронті на 4 червня 1940 року. Виділені території окуповані вермахтом до 4 червня 1940 року

Французькі стратеги вважали, що головний удар німецького вермахту буде завданий через північну Бельгію, як це сталося в 1914 році. Тому М.Гамелен планував зосередити якомога більше сил саме тут, і ведучи активні наступальні та контрнаступальні дії завдати максимум поразки німцям, які, він думав, будуть наступати через Бельгію та Нідерланди, не дозволяючи їм прорватися до французьких земель. Ця стратегія, відома як план «Діль», була узгоджена з бельгійськими оборонними планами, а також з британськими цілями у війні. Під таку концепцію воєнних дій М.Гамелен зосередив значну частину моторизованих сил французької армії та усі Британські експедиційні сили до цієї стратегії. Така стратегія також означала, що більшість французької армії залишилася свої підготовлені оборонні позиції на півночі Франції, щоб приєднатися до битви на невідомій їм бельгійській оборонній лінії.
Попри здобуті дані про зосередження німецької армії у визначених районах та, отримавши від розвідки інформацію про ймовірні плани дії противника, французький головнокомандувач ніяк на це не відреагував аж до травня 1940 року, вичікуючи «перебігу подій». А з початком 10 травня 1940 року операції за планом Гельб він віддав наказ висунути свої 40 найкращих дивізій на північ Бельгії у суворій відповідності до плану «Діль». Дуже швидко французькі й британські дивізії виявилися в напівоточенні й керівництво союзних армій почало відхід на захід європейського узбережжя. Врешті-решт танкові клини панцерваффе стрімким ударом прорвалися до берегів Ла-Маншу й у величезному котлі під Дюнкерком вермахт блокував основну частину франко-британсько-бельгійської армії. До моря були притиснуті величезні сили, левова доля бронетанкових і моторизованих сил Франції і Британії, на оборону власної країни у французького вищого командування майже не лишилося сил. 338 226 союзних солдатів було евакуйовано на Британські острови, серед яких близько 120 000 французьких вояків. Решта була знищена та потрапила в німецький полон.
Лише невелику частину французької армії М.Гамелен встигнув відвести на південь, на захист Парижу, яку генерал вважав ключовою ціллю А.Гітлера. Повіривши, що його зрадили, він зняв з посад 20 своїх командувачів та командирів, але так і не зрозумів, що катастрофа сталася в першу чергу завдяки його стратегії.
14 травня капітулювало Королівство Нідерланди, 28 травня здалася бельгійська армія, вщент розгромлена німцями, від колись могутньої французької армії на обороні власної держави лишилися жалюгідні рештки, практично без танків, бронетранспортерів, артилерії та авіації. 18 травня армійський генерал М.Гамелен був відсторонений від виконання обов'язків головнокомандувача Збройними силами Франції прем'єр-міністром республіки П. Рейно. 68-річного генерала змінив 73-літній М.Вейган, який тривалий час не розпочинав активні дії на фронті, а коли почав контратакувати, було вже занадто пізно.
Після розгрому французької армії у червні 1940 року та капітуляції Франції, відставний генерал М.Гамелен мешкав на неокупованій нацистами території. На початку 1943 року його разом з іншими політичними й військовими лідерами Третьої Французької республіки, зокрема Е.Даладьє, Л.Блюм, Г.Шамбре, французький уряд Філіппа Петена засудив на Ріомському трибуналі за звинуваченнями у розвалі армії та поразки Франції у війні з гітлерівською Німеччиною. М. Гамелен відмовився відповідати на звинувачення, зберігаючи повне мовчання, тому процес проти нього не вдався. Тоді вішістський режим заарештував старого генерала й запроторив до Форту дю Портале у Піренеях, звідкіля його відправили німцям, котрі утримували відставного військовика у фортеці Іттер у Північному Тіролі.
5 травня 1945 року М.Гамелен був звільнений з полону в результаті успішного штурму замка Іттер союзними військами.
Армійський генерал М.Гамелен помер 18 квітня 1958 року в Парижі у віці 85 років.